# Rue de la Goffe
La rue de la Goffe est une ancienne rue de commerce du centre historique de la ville de Liège (Belgique) qui relie la rue de la Boucherie au quai de la Goffe . 

## Odonymie
Goffe en wallon signifie « gouffre ». Dans le monde des bateliers et des pêcheurs, il indique un endroit plus profond dans un cours d'eau. Cette plus grande profondeur d'eau est naturelle car l'endroit est une rive concave de la Meuse.  

## Description et localisation
Cette courte rue pavée plate et rectiligne d'une longueur d'environ 88 m se trouve dans le centre historique de la cité ardente. Le côté sud-ouest est principalement occupé par des commerces.

## Architecture
Le côté sud-ouest de la rue est formé par une succession assez homogène d'immeubles du XVIIe siècle et du XVIIIe siècle. Si les rez-de-chaussée ont fait l'objet de transformations à but commercial, les étages ont souvent conservé leur architecture originelle. Cet ensemble est toutefois interrompu par la construction d'un immeuble à appartements en seconde partie du XXe siècle (au no 24).
Neuf immeubles sont repris à l'inventaire du patrimoine culturel immobilier de la Wallonie. Parmi ceux-ci, la maison située au no 20 est aussi reprise sur la liste du patrimoine immobilier classé de Liège. Construite à la fin du XVIIe siècle en briques et pierres de taille, elle se compose de quatre travées percées de baies jointives. On remarque aussi la date de 1692 sculptée sur la façade en pierre bleue de la maison sise au no 14.

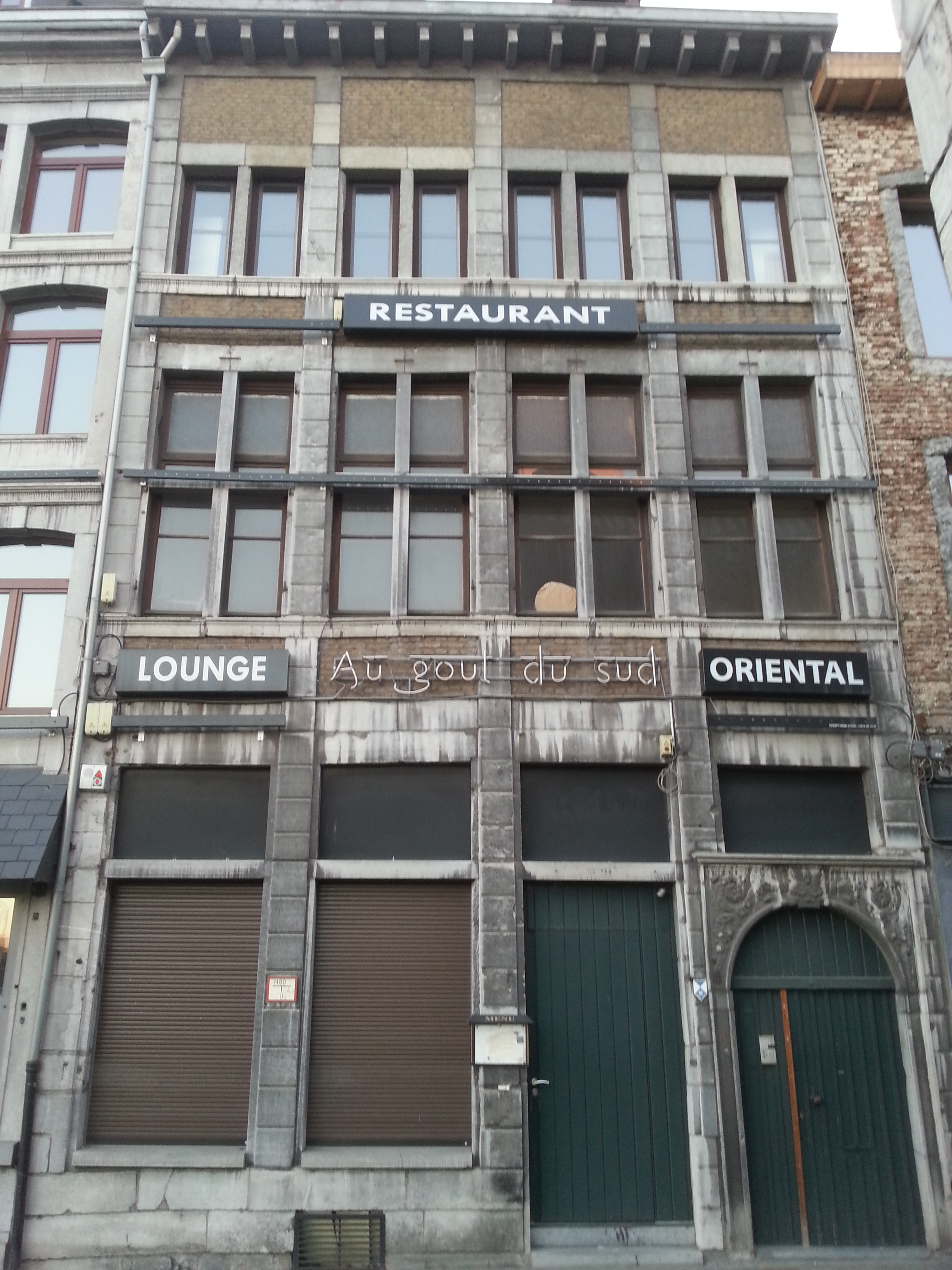
Rue de la Goffe, 20

Le côté nord-est de la voirie est occupé par l'ancienne halle aux viandes qui abrite l'office de tourisme de la ville de Liège dont l'accès se fait par le quai de la Goffe.

## Voiries adjacentes
- Rue de la Boucherie
- Quai de la Goffe